# ريتشارد ألين
ريتشارد ألين (بالإنجليزية: Richard Allen) هو نجار وشخصية أعمال وسياسي أمريكي، ولد في 10 يونيو 1830 في الولايات المتحدة، وتوفي في 16 مايو 1909 في نفس البلد. حزبياً، نشط في الحزب الجمهوري. وقد انتخب عضو مجلس نواب تكساس.